# Navidades radioactivas
Navidades radioactivas es un álbum recopilatorio de varios artistas compuesto por 12 canciones de bandas musicales pertenecientes a la compañía discográfica DRO editado en 1982, cuya temática se basa en la Navidad, el sonido del álbum se podría describir y determinar como gótico.

## Canciones
| N.º | Título                           | Intérprete       | Duración |  |
| 1.  | «Estrellas, sol y luna»          | Derribos Arias   |          |  |
| 2.  | «Glutamatonavidad»               | Glutamato Ye-Yé  |          |  |
| 3.  | «Manzana sobre manzana»          | N-634            |          |  |
| 4.  | «Noche de paz, noche en Vietnam» | Camaleones       |          |  |
| 5.  | «Resurreción blanca»             | Agrimensor K     |          |  |
| 6.  | «Afunfún Afanfán»                | Siniestro Total  |          |  |
| 7.  | «Cadena informativa»             | Aviador Dro      |          |  |
| 8.  | «Ratatata»                       | T.N.T.           |          |  |
| 9.  | «Los pingüinos están helaos»     | P.P. Tan Solo    |          |  |
| 10. | «Secuestro en el portal»         | Mogollón         |          |  |
| 11. | «Tu único fan»                   | Seguridad Social |          |  |
| 12. | «Un día de diciembre»            | Alphaville       |          |  |

## Prólogo
En el libreto interior del álbum se visualiza el texto del prólogo escrito por Jesús Arias, guitarrista de T.N.T. :

Este disco fue grabado en el estudio Colores, de Madrid, entre los meses de octubre y noviembre de 1982. Los ingenieros de sonido fueron Manuel Garrido, José Luis Garrido y Jorge Barral. La supervivencia artística fue de Ciberjet y la producción ejecutiva fue (¡como no!) de DRO. Cada grupo compuso, arregló, interpretó su villancico en el mismo estudio, sin aviso previo y con total libertad. Este disco es un reto para los músicos que han intervenido en él; Tuvieron que partir un tema en 6 u 8 horas. Y cuando un disco es un reto para el músico que lo hace, lo es también para la gente que lo escucha. Y, como se dijo a los grupos a la hora de grabar La idea está lanzada. Tomátela como quieras.